# Axekow (Adelsgeschlecht)

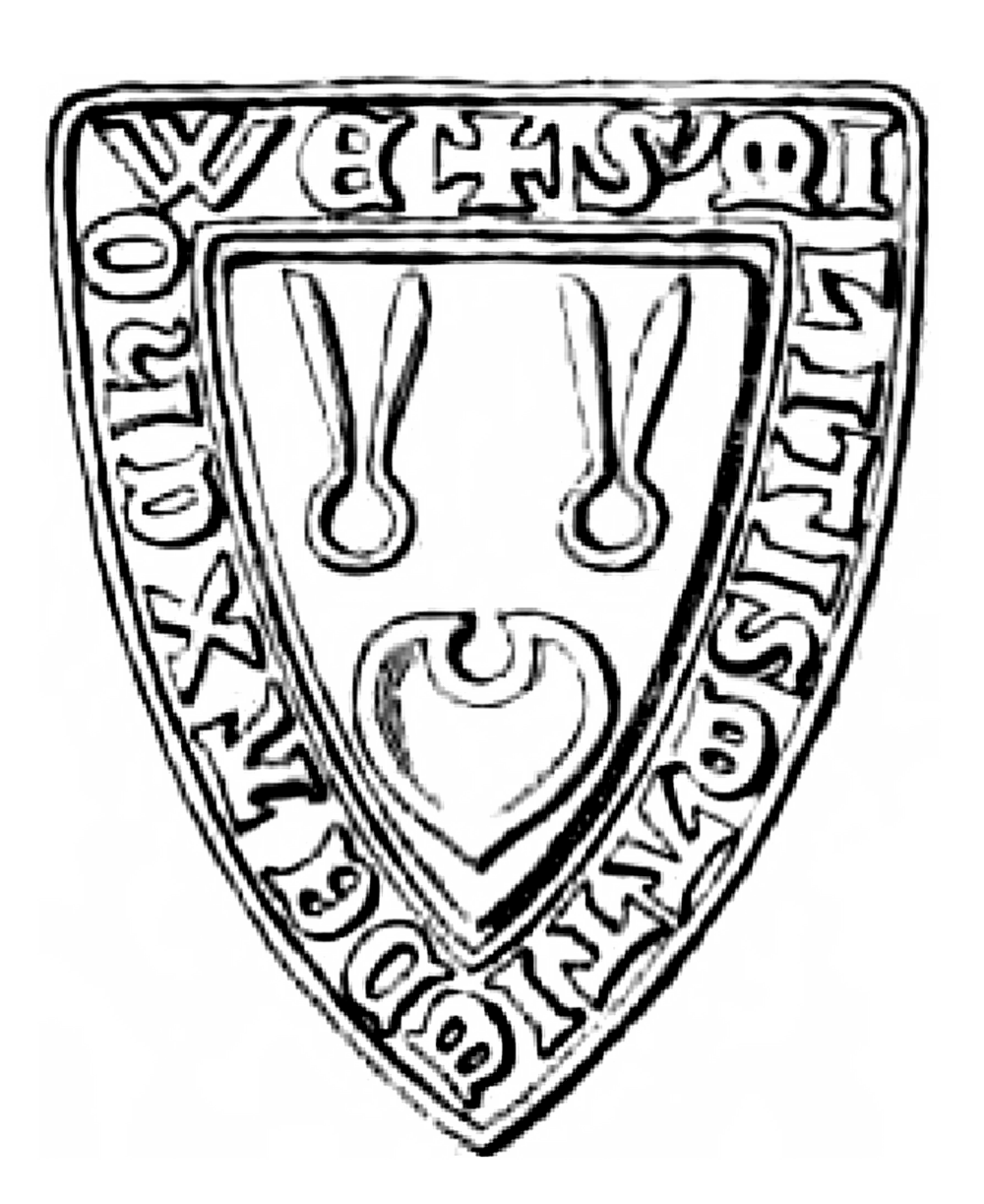
Siegel des mecklenburgischen Ritters Werner von Axekow, 1282

Axekow, auch Naksekow bzw. Naxekow, ist der Name eines erloschenen mecklenburgischen Adelsgeschlechts.

## Geschichte
Das Geschlecht niederdeutschen Ursprungs tritt seit dem 13. Jahrhundert urkundlich in Erscheinung. Neben zahlreichen Rittern und Vasallen brachte die Familie auch einige landesherrliche Räte hervor. Die Familie zählte dadurch im Mittelalter zeitweise zu den einflussreichsten unter dem mecklenburgischen Adel. Ebenfalls verfügten die Axekow über umfangreichen Landbesitz, bspw. zu Bliesekow, Gischow, Gorow, Gnemern, Hanstorf (Satow), Klein Bölkow, Selow (Vogtei Schwaan), Neuhof (Vogtei Rostock Tessin) und Ziesendorf.

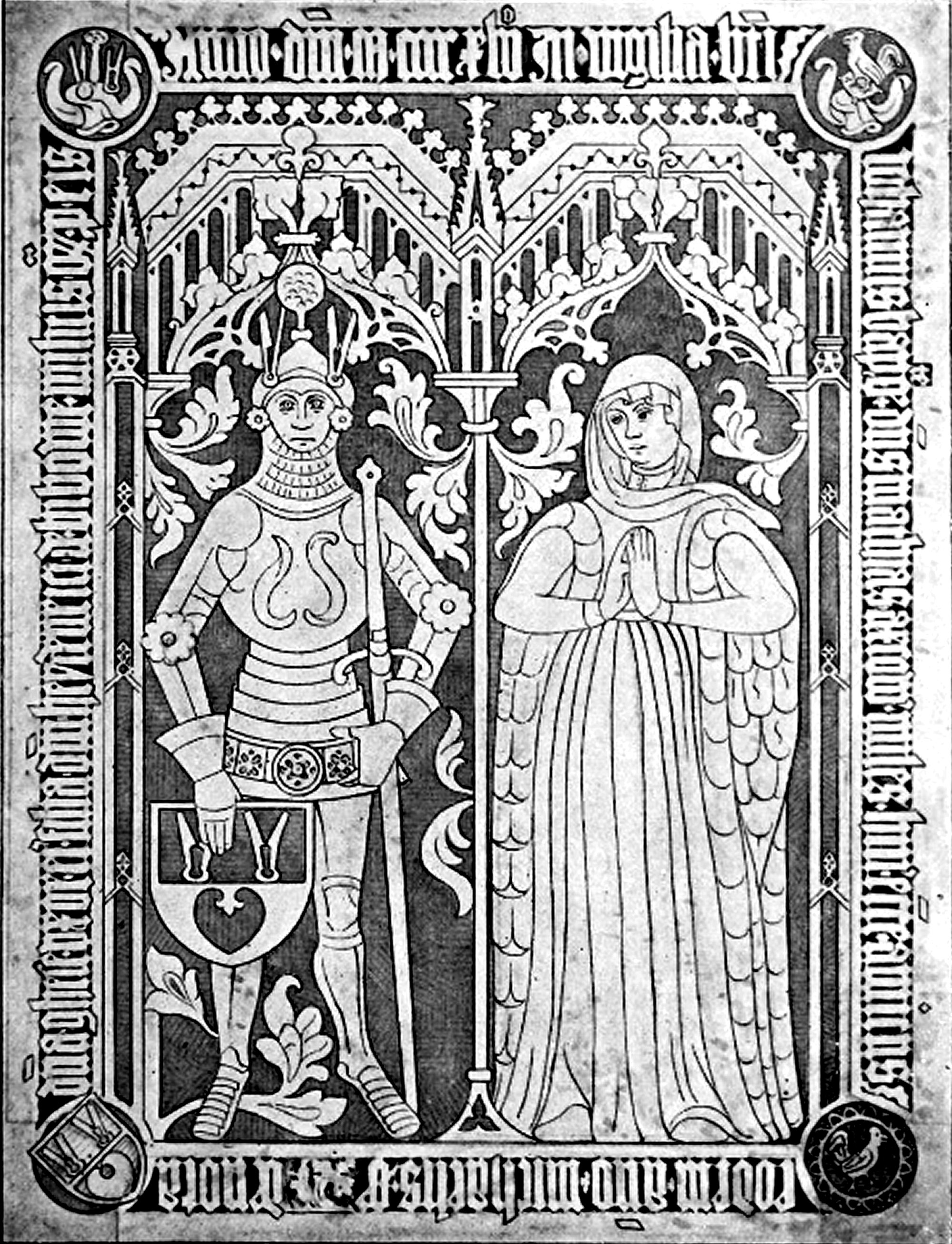
Grabplatte von Mathias von Axekow und seiner Frau Ghese von Bibow im Doberaner Münster
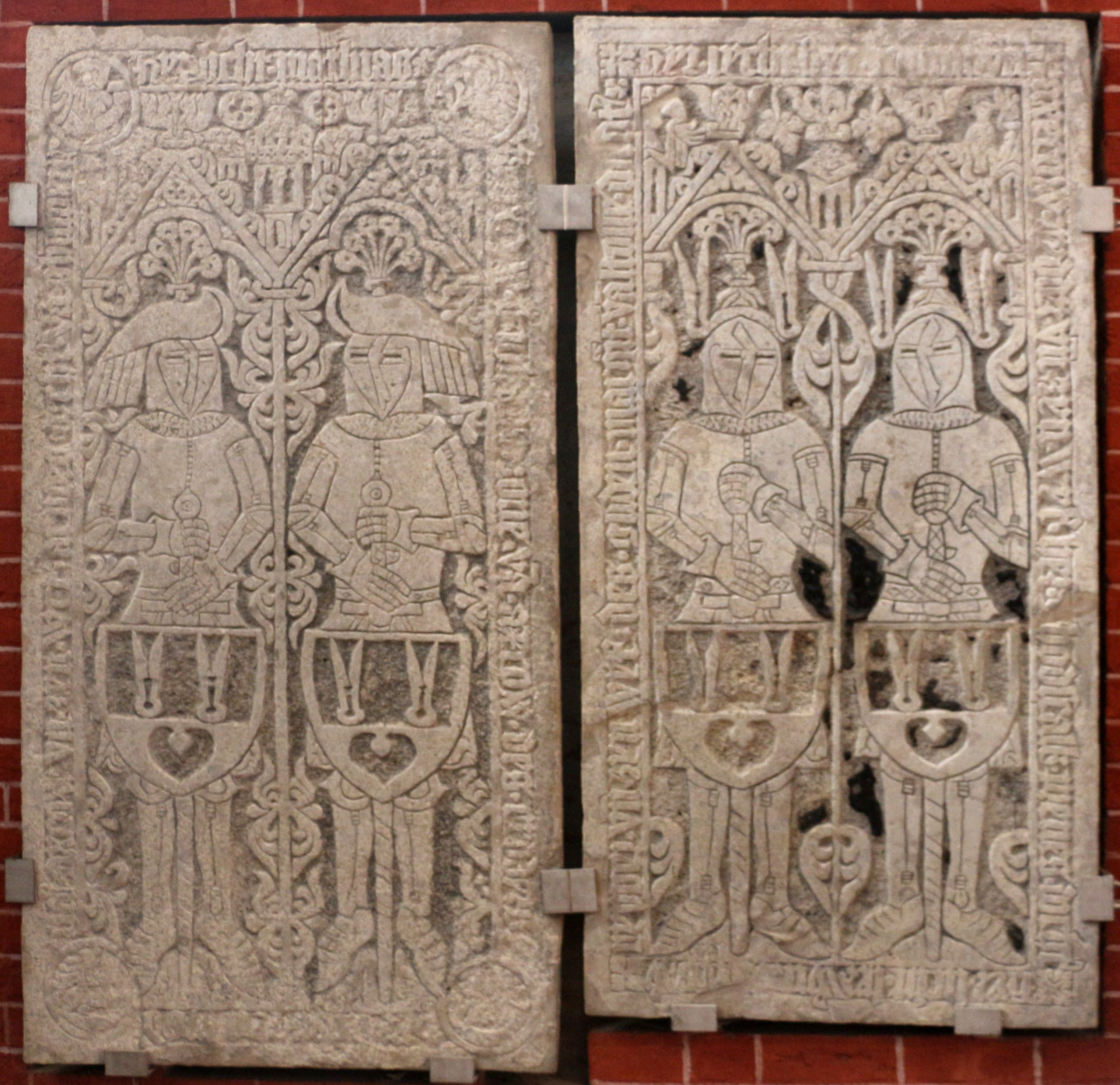
Grabplatten von Werner und Mathias, sowie Jonann und Werner von Axekow im Doberaner Münster

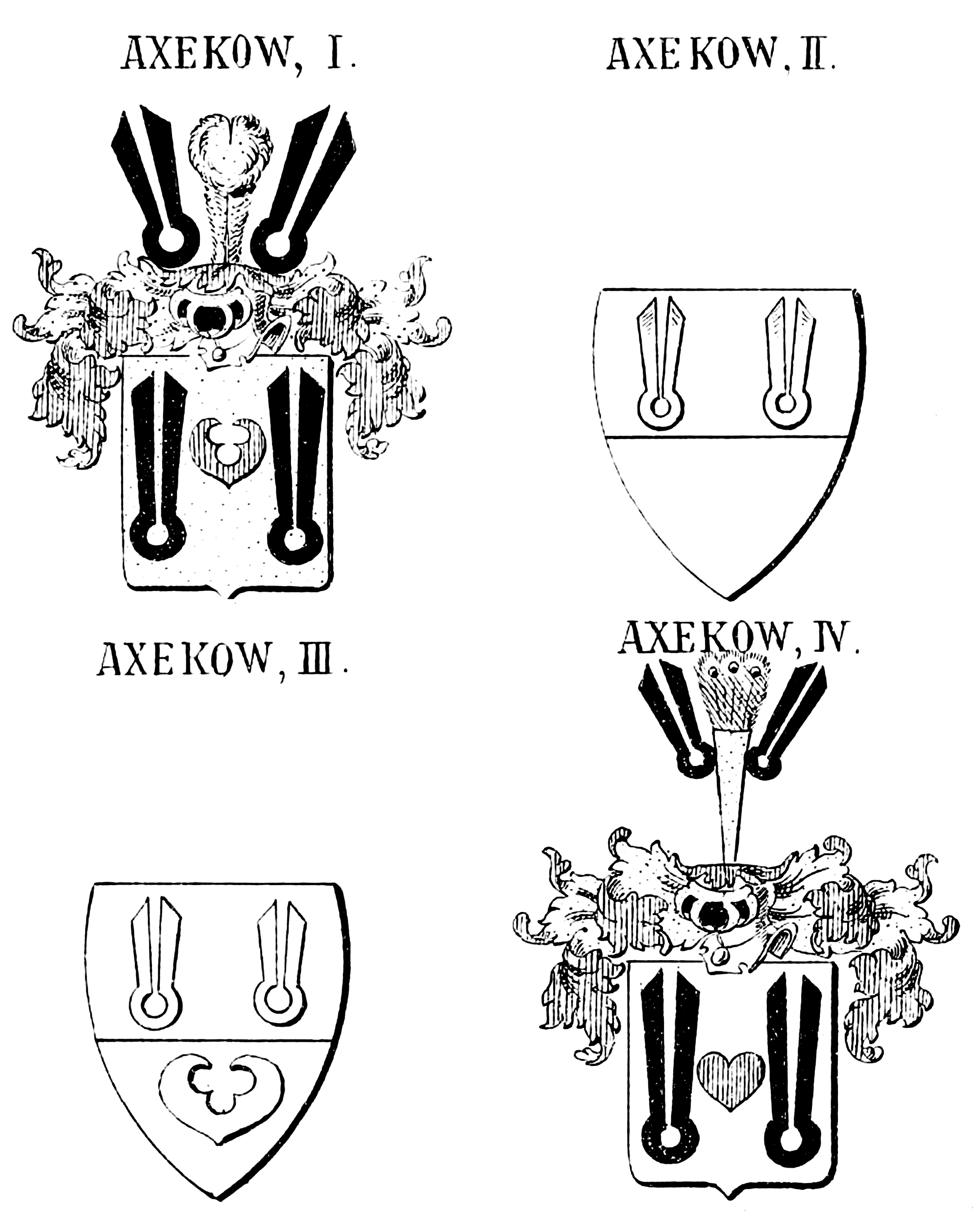
Varianten des Wappens in Siebmachers Wappenbuch, 1902

## Wappen
Das Stammwappen ist geteilt. Oben zwei silberne Scheren auf blau. Unten ein grünes Seeblatt auf Silber. Auf dem Helm ein Pfauenfederwedel, begleitet von zwei Scheeren.

## Angehörige
- Matthias von Axekow († 23. Juni 1445) war Ritter und mecklenburgischer Marschall